# Daector schmitti
Daector schmitti är en fiskart som beskrevs av Collette, 1968. Daector schmitti ingår i släktet Daector och familjen paddfiskar. IUCN kategoriserar arten globalt som sårbar. Inga underarter finns listade i Catalogue of Life.